# Sophie Ellis-Bextor/Diskografie
Diese Diskografie ist eine Übersicht über die musikalischen Werke der britischen Singer-Songwriterin Sophie Ellis-Bextor. Den Schallplattenauszeichnungen zufolge hat sie bisher mehr als 6,2 Millionen Tonträger verkauft, davon alleine in ihrer Heimat über 3,1 Millionen. Ihre erfolgreichste Veröffentlichung ist die Single Murder on the Dancefloor mit über 4,2 Millionen verkauften Einheiten.

## Alben

### Studioalben
| Jahr | Titel                    | Höchstplatzierung, Gesamtwochen, AuszeichnungChartplatzierungen (Jahr, Titel, Platzierungen, Wochen, Auszeichnungen, Anmerkungen) | Höchstplatzierung, Gesamtwochen, AuszeichnungChartplatzierungen (Jahr, Titel, Platzierungen, Wochen, Auszeichnungen, Anmerkungen) | Höchstplatzierung, Gesamtwochen, AuszeichnungChartplatzierungen (Jahr, Titel, Platzierungen, Wochen, Auszeichnungen, Anmerkungen) | Höchstplatzierung, Gesamtwochen, AuszeichnungChartplatzierungen (Jahr, Titel, Platzierungen, Wochen, Auszeichnungen, Anmerkungen) | Höchstplatzierung, Gesamtwochen, AuszeichnungChartplatzierungen (Jahr, Titel, Platzierungen, Wochen, Auszeichnungen, Anmerkungen) | Anmerkungen                             |
| Jahr | Titel                    | DE | AT | CH | UK | US | Anmerkungen                             |
| ---- | ------------------------ | --- | --- | --- | --- | --- | --------------------------------------- |
| 2001 | Read My Lips             | DE10 (8 Wo.)DE | AT18 (11 Wo.)AT | CH26 (24 Wo.)CH | UK2 ×2Doppelplatin · (44 Wo.)UK                                                                                                   | — | Erstveröffentlichung: 3. September 2001 |
| 2003 | Shoot from the Hip       | DE84 (2 Wo.)DE | — | CH35 (3 Wo.)CH | UK19 Silber · (2 Wo.)UK | — | Erstveröffentlichung: 27. Oktober 2003  |
| 2007 | Trip the Light Fantastic | DE87 (1 Wo.)DE | — | CH28 (4 Wo.)CH | UK7 (3 Wo.)UK | — | Erstveröffentlichung: 21. Mai 2007      |
| 2011 | Make a Scene             | — | — | — | UK33 (1 Wo.)UK | — | Erstveröffentlichung: 12. Juni 2011     |
| 2014 | Wanderlust               | — | — | — | UK4 Silber · (16 Wo.)UK | — | Erstveröffentlichung: 20. Januar 2014   |
| 2016 | Familia                  | — | — | — | UK12 (2 Wo.)UK | — | Erstveröffentlichung: 2. September 2016 |
| 2023 | Hana                     | — | — | — | UK8 (1 Wo.)UK | — | Erstveröffentlichung: 2. Juni 2023      |

### Livealben
- 2022: Kitchen Disco – Live at the London Palladium

### Kompilationen
| Jahr | Titel                        | Höchstplatzierung, Gesamtwochen, AuszeichnungChartplatzierungen (Jahr, Titel, Platzierungen, Wochen, Auszeichnungen, Anmerkungen) | Höchstplatzierung, Gesamtwochen, AuszeichnungChartplatzierungen (Jahr, Titel, Platzierungen, Wochen, Auszeichnungen, Anmerkungen) | Höchstplatzierung, Gesamtwochen, AuszeichnungChartplatzierungen (Jahr, Titel, Platzierungen, Wochen, Auszeichnungen, Anmerkungen) | Höchstplatzierung, Gesamtwochen, AuszeichnungChartplatzierungen (Jahr, Titel, Platzierungen, Wochen, Auszeichnungen, Anmerkungen) | Höchstplatzierung, Gesamtwochen, AuszeichnungChartplatzierungen (Jahr, Titel, Platzierungen, Wochen, Auszeichnungen, Anmerkungen) | Anmerkungen                             |
| Jahr | Titel                        | DE | AT | CH | UK | US | Anmerkungen                             |
| ---- | ---------------------------- | --- | --- | --- | --- | --- | --------------------------------------- |
| 2019 | The Song Diaries             | — | — | — | UK14 (1 Wo.)UK | — | Erstveröffentlichung: 15. März 2019     |
| 2020 | Songs from the Kitchen Disco | — | — | — | UK8 (2 Wo.)UK | — | Erstveröffentlichung: 13. November 2020 |

### EPs
- 2009: iTunes Festival: London Live

## Singles

### Als Leadmusikerin
| Jahr | Titel Album                                    | Höchstplatzierung, Gesamtwochen, AuszeichnungChartplatzierungen (Jahr, Titel, Album, Platzierungen, Wochen, Auszeichnungen, Anmerkungen) | Höchstplatzierung, Gesamtwochen, AuszeichnungChartplatzierungen (Jahr, Titel, Album, Platzierungen, Wochen, Auszeichnungen, Anmerkungen) | Höchstplatzierung, Gesamtwochen, AuszeichnungChartplatzierungen (Jahr, Titel, Album, Platzierungen, Wochen, Auszeichnungen, Anmerkungen) | Höchstplatzierung, Gesamtwochen, AuszeichnungChartplatzierungen (Jahr, Titel, Album, Platzierungen, Wochen, Auszeichnungen, Anmerkungen) | Höchstplatzierung, Gesamtwochen, AuszeichnungChartplatzierungen (Jahr, Titel, Album, Platzierungen, Wochen, Auszeichnungen, Anmerkungen) | Anmerkungen                                                  |
| Jahr | Titel Album                                    | DE | AT | CH | UK | US | Anmerkungen                                                  |
| ---- | ---------------------------------------------- | --- | --- | --- | --- | --- | ------------------------------------------------------------ |
| 2001 | Take Me Home (A Girl Like Me) Read My Lips     | DE79 (5 Wo.)DE | — | — | UK2 Silber · (12 Wo.)UK | — | Erstveröffentlichung: 13. August 2001                        |
| 2001 | Murder on the Dancefloor Read My Lips          | DE11 Gold · (31 Wo.)DE | AT8 a (31 Wo.)AT | CH7 (46 Wo.)CH | UK2 ×3Dreifachplatin · (38 Wo.)UK | US51 a Platin · (12 Wo.)US | Erstveröffentlichung: 3. Dezember 2001 Verkäufe: + 4.200.000 |
| 2002 | Get over You / Move This Mountain Read My Lips | DE28 (9 Wo.)DE | AT35 (8 Wo.)AT | CH15 (14 Wo.)CH | UK3 (13 Wo.)UK | — | Erstveröffentlichung: 10. Juni 2002                          |
| 2002 | Music Gets the Best of Me Read My Lips         | — | — | CH53 (9 Wo.)CH | UK14 (10 Wo.)UK | — | Erstveröffentlichung: 4. November 2002                       |
| 2003 | Mixed Up World Shoot from the Hip              | DE69 (4 Wo.)DE | AT44 (4 Wo.)AT | CH45 (4 Wo.)CH | UK7 (6 Wo.)UK | — | Erstveröffentlichung: 13. Oktober 2003                       |
| 2003 | I Won’t Change You Shoot from the Hip          | DE80 (2 Wo.)DE | — | — | UK9 (6 Wo.)UK | — | Erstveröffentlichung: 22. Dezember 2003                      |
| 2007 | Catch You Trip the Light Fantastic             | — | — | CH92 (1 Wo.)CH | UK8 (8 Wo.)UK | — | Erstveröffentlichung: 28. April 2007                         |
| 2007 | Me and My Imagination Trip the Light Fantastic | — | — | — | UK23 (4 Wo.)UK | — | Erstveröffentlichung: 14. Mai 2007                           |
| 2007 | Today the Sun’s on Us Trip the Light Fantastic | — | — | — | UK64 (1 Wo.)UK | — | Erstveröffentlichung: 13. August 2007                        |
| 2010 | Bittersweet Make a Scene                       | — | — | — | UK25 (2 Wo.)UK | — | Erstveröffentlichung: 2. Mai 2010                            |
| 2013 | Young Blood Wanderlust                         | — | — | — | UK34 (5 Wo.)UK | — | Erstveröffentlichung: 28. März 2013                          |

Weitere Singles
- 2011: Off & On
- 2011: Starlight
- 2012: Revolution
- 2014: Runaway Daydreamer
- 2014: Love Is a Camera
- 2014: The Deer & the Wolf
- 2016: Come with Us
- 2016: Crystallise
- 2017: Wild Forever
- 2017: Death of Love
- 2023: Breaking the Circle
- 2023: Everything Is Sweet
- 2023: Lost in the Sunshine
- 2025: Relentless Love

### Als Gastmusikerin
| Jahr | Titel Album                                             | Höchstplatzierung, Gesamtwochen, AuszeichnungChartplatzierungen (Jahr, Titel, Album, Platzierungen, Wochen, Auszeichnungen, Anmerkungen) | Höchstplatzierung, Gesamtwochen, AuszeichnungChartplatzierungen (Jahr, Titel, Album, Platzierungen, Wochen, Auszeichnungen, Anmerkungen) | Höchstplatzierung, Gesamtwochen, AuszeichnungChartplatzierungen (Jahr, Titel, Album, Platzierungen, Wochen, Auszeichnungen, Anmerkungen) | Höchstplatzierung, Gesamtwochen, AuszeichnungChartplatzierungen (Jahr, Titel, Album, Platzierungen, Wochen, Auszeichnungen, Anmerkungen) | Höchstplatzierung, Gesamtwochen, AuszeichnungChartplatzierungen (Jahr, Titel, Album, Platzierungen, Wochen, Auszeichnungen, Anmerkungen) | Anmerkungen                                                                                  |
| Jahr | Titel Album                                             | DE | AT | CH | UK | US | Anmerkungen                                                                                  |
| ---- | ------------------------------------------------------- | --- | --- | --- | --- | --- | -------------------------------------------------------------------------------------------- |
| 2000 | Groovejet (If This Ain’t Love) Read My Lips             | DE14 (13 Wo.)DE | AT16 (3 Wo.)AT | CH5 (9 Wo.)CH | UK1 Gold · (24 Wo.)UK | — | Erstveröffentlichung: 14. August 2000 Verkäufe: + 540.000; Spiller feat. Sophie Ellis-Bextor |
| 2005 | Circles (Just My Good Time) Devils, Sharks & Spaceships | — | — | — | UK96 (1 Wo.)UK | — | Erstveröffentlichung: 27. März 2005 Busface feat. Mademoiselle E.B.                          |
| 2009 | Heartbreak (Make Me a Dancer) Make a Scene              | — | — | — | UK13 (13 Wo.)UK | — | Erstveröffentlichung: 13. Juni 2009 Freemasons feat. Sophie Ellis-Bextor                     |
| 2024 | Ready for Your Love –                                   | DE— bDE | — | — | — | — | Erstveröffentlichung: 5. Juli 2024 Verkäufe: + 25.000; Felix Jaehn feat. Sophie Ellis-Bextor |

Weitere Gastbeiträge
- 2010: Can’t Fight This Feeling (Junior Caldera feat. Sophie Ellis-Bextor)
- 2010: Not Giving Up on Love (Armin van Buuren vs. Sophie Ellis-Bextor)
- 2011: Leave Me Out with It (The Feeling feat. Sophie Ellis-Bextor)
- 2011: Fuck with You (Bob Sinclar feat. Sophie Ellis-Bextor & Gilbere Forte)
- 2012: Beautiful (Mathieu Bouthier feat. Sophie Ellis-Bextor)
- 2014: Back 2 Paradise (Guéna LG & Amir Afargan feat. Sophie Ellis-Bextor)
- 2014: Only Child (DedRekoning feat. Sophie Ellis-Bextor)
- 2018: Hummingbird (Lcaw feat. Sophie Ellis-Bextor)

## Statistik

### Chartauswertung
|                     | DE    | AT    | CH    | UK    | US    |
| ------------------- | ----- | ----- | ----- | ----- | ----- |
| Nummer-eins-Alben   | DE—DE | AT—AT | CH—CH | UK—UK | US—US |
| Top-10-Alben        | DE1DE | AT—AT | CH—CH | UK5UK | US—US |
| Alben in den Charts | DE3DE | AT1AT | CH3CH | UK9UK | US—US |

|                       | DE    | AT    | CH    | UK     | US    |
| --------------------- | ----- | ----- | ----- | ------ | ----- |
| Nummer-eins-Singles   | DE—DE | AT—AT | CH—CH | UK1UK  | US—US |
| Top-10-Singles        | DE—DE | AT1AT | CH2CH | UK7UK  | US—US |
| Singles in den Charts | DE6DE | AT4AT | CH6CH | UK14UK | US1US |

### Auszeichnungen für Musikverkäufe
| Goldene Schallplatte - Belgien - 2002: für die Single Murder on the Dancefloor - Frankreich - 2002: für die Single Murder on the Dancefloor - 2003: für das Album Read My Lips - Italien - 2024: für die Single Murder on the Dancefloor - Neuseeland - 2002: für die Single Get Over You - Polen - 2024: für die Single Ready for Your Love - Portugal - 2024: für die Single Murder on the Dancefloor - Russland - 2008: für das Album Trip the Light Fantastic - 2011: für das Album Make a Scene | Platin-Schallplatte - Australien - 2002: für das Album Read My Lips - 2002: für die Single Get Over You - Dänemark - 2024: für die Single Murder on the Dancefloor - Europa - 2002: für das Album Read My Lips - Kanada - 2024: für die Single Murder on the Dancefloor - Neuseeland - 2002: für das Album Read My Lips - Spanien - 2025: für die Single Murder on the Dancefloor 2× Platin-Schallplatte - Australien - 2001: für die Single Groovejet (If This Ain’t Love) 3× Platin-Schallplatte - Neuseeland - 2025: für die Single Murder on the Dancefloor 6× Platin-Schallplatte - Australien - 2024: für die Single Murder on the Dancefloor |

Anmerkung: Auszeichnungen in Ländern aus den Charttabellen bzw. Chartboxen sind in ebendiesen zu finden.
| Land/RegionAuszeichnungen für Musikverkäufe (Land/Region, Auszeichnungen, Verkäufe, Quellen) | Silber     | Gold       | Platin       | Verkäufe    | Quellen                       |
| -------------------------------------------------------------------------------------------- | ---------- | ---------- | ------------ | ----------- | ----------------------------- |
| Australien (ARIA)                                                                            | —          | —          | 10× Platin10 | 700.000     | aria.com.au                   |
| Belgien (BRMA)                                                                               | —          | Gold1      | —            | 25.000      | ultratop.be                   |
| Dänemark (IFPI)                                                                              | —          | —          | Platin1      | 90.000      | ifpi.dk                       |
| Deutschland (BVMI)                                                                           | —          | Gold1      | —            | 300.000     | musikindustrie.de             |
| Europa (IFPI)                                                                                | —          | —          | Platin1      | (1.000.000) | ifpi.org                      |
| Frankreich (SNEP)                                                                            | —          | 2× Gold2   | —            | 350.000     | infodisc.fr                   |
| Italien (FIMI)                                                                               | —          | Gold1      | —            | 50.000      | fimi.it                       |
| Kanada (MC)                                                                                  | —          | —          | Platin1      | 80.000      | musiccanada.com               |
| Neuseeland (RMNZ)                                                                            | —          | Gold1      | 4× Platin4   | 112.500     | aotearoamusiccharts.co.nz NZ2 |
| Polen (ZPAV)                                                                                 | —          | Gold1      | —            | 25.000      | olis.pl                       |
| Portugal (AFP)                                                                               | —          | Gold1      | —            | 5.000       | Einzelnachweise               |
| Russland (NFPF)                                                                              | —          | 2× Gold2   | —            | 20.000      | 2m-online.ru                  |
| Spanien (Promusicae)                                                                         | —          | —          | Platin1      | 60.000      | elportaldemusica.es           |
| Vereinigte Staaten (RIAA)                                                                    | —          | —          | Platin1      | 1.000.000   | riaa.com                      |
| Vereinigtes Königreich (BPI)                                                                 | 3× Silber3 | Gold1      | 5× Platin5   | 3.120.000   | bpi.co.uk                     |
| Insgesamt                                                                                    | 3× Silber3 | 11× Gold11 | 24× Platin24 |             |                               |